# Urogramma
Urogramma är ett släkte av steklar. Urogramma ingår i familjen hårstrimsteklar.
Kladogram enligt Catalogue of Life:
| Urogramma | \| \| Urogramma latreille \| \| \| \| \| \| Urogramma lucrum \| \| \| \| \| \| Urogramma minuta \| \| \| \| |
|           | \| \| Urogramma latreille \| \| \| \| \| \| Urogramma lucrum \| \| \| \| \| \| Urogramma minuta \| \| \| \| |
|           | Urogramma latreille                                                                                         |
|           | |
|           | Urogramma lucrum                                                                                            |
|           | |
|           | Urogramma minuta                                                                                            |
|           | |